# Camp Township (Iowa)
Camp Township est un township du comté de Polk en Iowa, aux États-Unis,.
Il est nommé en référence à la rivière Camp Creek (en).

## Source de la traduction
- (en) Cet article est partiellement ou en totalité issu de l’article de Wikipédia en anglais intitulé « Camp Township, Polk County, Iowa » (voir la liste des auteurs).